# 金本知憲
金本 知憲（かねもと ともあき、1968年4月3日 - ）は、日本の元プロ野球選手（外野手）、野球解説者・野球評論家、指導者。広島県広島市南区青崎出身。
愛称は「アニキ」、「鉄人」。
1002打席連続無併殺打は日本記録であり、1999年から2010年にかけて達成した1492連続試合フルイニング出場と13686連続イニング出場は世界記録である。
平成での最多本塁打の記録も持つ。
2016年シーズンから2018年シーズンまで阪神タイガース監督を務めた。
2018年1月、野球殿堂入りを果たした。

## 経歴

### プロ入り前
広島市立青崎小学校4年時にリトルリーグ「広島中央リトル」で野球を始めたが、練習についていけず、また体育の授業で手を骨折して練習が出来なくなったこともあり、わずか1年で退部した。一学年下の野村弘樹が同チームのエースで四番打者だった。その後は町内会のソフトボールや広島市立大州中学校の軟式野球部でプレー。広島高校に落ちて、広陵高校に入学、硬式野球部に入部。2年生からレギュラーとなる。一学年上のエース本原正治を擁し、左翼手として1985年の広島大会決勝に進出するが、広島工業に敗退。翌年も広島大会で敗れ、全国選手権出場はなかった。高校通算20本塁打。
法政大学野球部のセレクションを受ける準備を進めていたが、当時の広陵監督が本当なら8月に行われるセレクションを12月だと金本に告げ、金本はそれを信じてしまったために受けられなかった。1年間の浪人生活の後、中央大学野球部のセレクションを目指すが、中央大学の監督からは浪人は推薦がないと聞かされていたものの、広陵の監督が「推薦は大丈夫」だと言い、金本はそれを信じてしまう。金本はこのことについて、監督に二度も騙されて目の前が真っ暗になったと述べている。この間、ヤクルトスワローズの入団テストを受けたがこれも不合格。
失意の中、知人から東北福祉大学を紹介され一般受験で入学。同野球部では、恩師として名前を挙げる監督・伊藤義博の下で1年からレギュラーとなり、仙台六大学リーグ通算52試合出場、165打数63安打、打率.382を記録。最優秀選手1回、ベストナイン2回受賞。2学年上の佐々木主浩・大塚孝二、1学年上の矢野輝弘（1浪のため同年齢）、同期の斎藤隆・作山和英・浜名千広・伊藤博康ら後にプロ入りするメンバーと共に主力として4年連続で全日本大学野球選手権大会に出場。1988年第37回大会では決勝で近畿大学に逆転負けを喫して準優勝。第38回大会では連続優勝した近畿大学に準々決勝で敗れ、第39回大会では小池秀郎・高津臣吾・川尻哲郎らを擁する亜細亜大学に決勝で敗れて準優勝。1991年、4年時の第40回大会では3度目の決勝で関西大学と延長17回の末に勝利し初優勝を達成。左手首をはく離骨折していながら勝ち越しの2点適時打を放ち、初優勝の立役者となった。同年、第20回日米大学野球選手権大会日本代表に選出され、チームの勝利に貢献。
1991年秋のプロ野球ドラフト会議にて広島東洋カープが金本を4位指名して交渉権を獲得、金本は契約金6,000万円、年俸720万円（金額は推定）という契約条件で広島に入団した。背番号は10。同年の広島は通算6回目のセントラル・リーグ優勝こそ達成したものの、チーム本塁打は88本、チーム打率も.254と打撃成績が大きく低迷しており、野手の補強が急務になっていたことから、金本以外にも若田部健一（広島を含む4球団競合、福岡ダイエーホークスが交渉権獲得）の外れ1位として町田公二郎（専修大学）、また2位でも徳本政敬（木本高校）と、長打力のある野手を複数指名していた。金本本人は指名を受けた当時、自分は脚も肩も良くないので長打力を売り物にしたいと話していた。当時、徳本は即戦力とは言い難いと評されていたことから、金本は町田と並んで同年の広島が指名した選手たちの中で2人の即戦力と評されていた。担当スカウトは備前喜夫で、強肩と長打力が持ち味とされていた。

### 広島時代
入団後の2年間（1992年 - 1993年）は芽が出ず、年下の前田智徳や江藤智らに追い抜かれ、打撃は当時のコーチから「転がして足を活かせ」と言われるほど非力で、外野守備も送球を地面に向かって投げてしまう悪癖から「モグラ殺し」のあだ名を付けられるなど、本人曰く「クビを覚悟していた」という。それらの悔しさから筋力トレーニングを本格的に取り入れ、地道な身体作りを行う。山本一義コーチと出会ったことも転機となり、1994年後半から頭角を現し17本塁打を打つなどレギュラーに定着していった。
1995年は開幕戦から5番打者として起用される。全試合5番で出場し続け自身初のオールスターゲーム出場を果たすも、8月29日に左手首骨折により戦線離脱。それでも初の規定打席に到達し、24本塁打を記録するなど主軸として活躍。初のベストナインを受賞した。
1996年も主に5番打者として活躍し、初の打率3割を記録し、出塁率も4割を超えた。77四球はリーグトップで、選球眼にも磨きがかかる。9月には自身初の月間MVPも受賞した。
1997年の開幕戦に3番打者で起用されると、開幕から35試合連続出塁を達成し当時のセリーグ記録を更新した。その後も好調を維持し2年連続の打率3割と出塁率4割、そして自身初の30本塁打を記録する。9月9日には100本塁打を達成。
1998年は規定打席には達したものの、成績は前年に比べて大幅に落ち込んだ。7月5日の阪神12回戦で舩木聖士から死球を受け、試合は最後まで出たものの腫れが引かず、翌日からの2試合を欠場。10日の対ヤクルト15回戦から復帰して以降は2011年途中まで連続試合出場を続けた。また、7月12日には自身初となる4番スタメンで起用された。
1999年は、開幕から15打数1安打の不振で、開幕4戦目にはスタメンを外されている。その後復調し、4月24日には史上49人目となるサイクル安打を達成（広島市民球場での達成は、1959年に大和田明が達成して以来40年ぶりとなる）。初の全試合出場を果たすなど完全復活し、本塁打と打点でキャリアハイの成績を残した。シーズン序盤は5番や6番を任されていたが、中盤以降は江藤に代わって4番に座っている。この年の7月20日、対阪神17回戦の試合中に代打を送られベンチに退き、翌21日の同18回戦より、2010年途中まで続く連続フルイニング出場が始まった。引退後の2023年、テレビ出演した当時監督の達川晃豊（光男）は（これだけの記録になったことから）「金本に代打を送ったことを後悔している」という趣旨の発言を行っている。
2000年に前年まで不動の4番だった江藤がFAで読売ジャイアンツへ移籍したことで、3番・緒方、4番・前田、5番・金本の新クリーンアップが組まれるが、シーズン中盤から怪我で戦線離脱した前田に代わり4番に抜擢される。また、シーズン打率3割以上、シーズン30盗塁を記録した上で、シーズン最終試合で30号本塁打を打ったことから、史上7人目となるトリプルスリーを達成。5年ぶりにベストナインを受賞した。中々、30本目の本塁打が出なかったことから、達成の可能性を高めるために少しでも多くの打席に立たせようと、達川の計らいで最終残り2試合は1番打者としてスタメン出場している。
トリプルスリーについて、金本は本塁打も大変だったが不馴れな盗塁の方がもっと大変だったと語っている。達川は出塁した金本に所謂「グリーンライト」を出し自由に盗塁させ（先述の前田の他野村謙二郎や佐々岡真司もシーズン中に故障離脱しており、達川自身、最早優勝争いに加わることは難しいと勝敗以上に選手個々の記録への意志を尊重して采配を振るっていた）、当時守備走塁コーチだった笘篠賢治も積極的に盗塁をしてもいいといってくれたことも励みになったという。
2001年は全試合4番でフル出場を果たす。39年ぶりに毒島章一の記録を大きく更新する1002打席連続無併殺打の日本記録を樹立。7月7日には200本塁打、9月2日には1000安打をそれぞれ達成。また、出塁率でも128四球で.463という数値を記録し、ロベルト・ペタジーニに次ぐ2位に入った。出塁率.450以上が2人以上出るのは日本プロ野球史上初めてのことであったが、この年は一気に3人も出すほど歴史的な出塁率争いであった。また、このシーズン128四球は日本プロ野球史上歴代6位の記録だが、シーズン四球数の歴代1位から4位までは王貞治（4位は丸佳浩と並ぶタイ）、さらに7位から10位も全て王の記録であり、王以外でシーズン四球数記録の十傑に名を連ねているのは金本と丸のみである。
2002年、打率や出塁率は前年から大きく落としてしまうが、前年に引き続き全試合4番でフル出場。同年オフ、FA権の行使に悩み球団幹部に「今季は成績が悪かったので年俸は1,000万円減で構わないが、FAの再契約金を100万円でいいから出してほしい」と相談した。しかし、球団は厳しい財政事情から再契約金高騰の前例が作られることを懸念してFA権を行使しての残留は認めない方針を曲げなかったため、最終的にFA権を行使して移籍することとなった。

### 阪神時代
2003年、「プロ野球全体のことを考えて来い」、「俺とお前は一緒に歩むようになっている」と阪神タイガース監督の星野仙一からラブコールを受け、阪神へ移籍。背番号は『6』。入団記者会見では「過去に藤田平さん・和田豊さんらが付けていた背番号6を引き継げて嬉しい」と話し阪神ファンの心を掴んだ。しかし、金本は後に大学時代の背番号だった『5』を付けたかったと話しており、当時阪神への移籍が取り沙汰されていた中村紀洋のため『6』にしたという。広島時代に付けていた背番号『10』は阪神では永久欠番（藤村富美男）のため、選択不可であった。かつて広島から巨人へFA移籍した川口和久や江藤智が広島市民球場で激しく野次られるのを見ていたため自分も野次られるのではないかと恐れていたが、移籍後初の広島市民球場での試合で逆に声援を受け安堵したと語っている。同年は開幕から3番に定着し、前の2番を打つ赤星憲広が出塁した際は塁上での動きを観察し時に絶好球を見逃してでも盗塁をアシストするなど赤星の盗塁王獲得に協力するとともに、主軸として活躍し阪神の18年ぶりとなるリーグ優勝に貢献。日本シリーズでは第4戦のサヨナラ本塁打を含む4本塁打、3試合連続本塁打、1試合2本塁打と3つのシリーズタイ記録を達成したが、チームは日本一に届かなかった。
2004年は新たに監督となった岡田彰布の意向で開幕から4番として起用され長打を量産。7月29日の対中日ドラゴンズ戦で左手首に死球を受け軟骨損傷と診断され、離脱の危機に直面した。しかし、翌日の巨人戦で自分のバットより軽い久慈照嘉のバットを借りて試合に出場し、この試合で高橋尚成から右手だけで安打を打ったシーンが引退試合で放映されたビデオに選出された。8月1日には連続試合フルイニング出場の日本新記録を樹立。最終的に打率、本塁打（1999年と同数）、打点の3部門で自己最高記録を達成し、初タイトルとなる打点王を獲得する。左手首の故障についてシーズン後「この時だけは記録のために出続けた」と語ったが、故障後は本塁打のペースこそ落ちたが打率はむしろ上がっていた。
2005年4月9日の対横浜戦で300本塁打を達成。6月10日の対北海道日本ハムファイターズ戦で入来祐作から本塁打を打ち史上4人目の全球団から本塁打を達成。過去の3人はいずれもセ・パ各4球団以上に所属して記録したが、金本は同年から導入された交流戦のおかげで2球団に所属しただけで達成できた。6月28日には米子市民球場での対広島戦で本塁打を打ち、現役選手では最多の32球場でアーチをかけた。この記録は2007年に田中幸雄が33球場で本塁打を打ち現役1位は一旦譲ったが、田中が同年限りで引退し再び現役1位となった。8月11日の対中日戦では1000試合連続出場、8月25日の対広島戦で1000得点、9月9日の対広島戦で1000打点、10月4日に阪神では1986年のランディ・バース以来、日本人選手では1985年の掛布雅之以来、阪神甲子園球場のラッキーゾーン撤廃後は初となる40本塁打を達成。打率・本塁打・打点の3部門で前年の自己記録を更新し、チームも優勝してMVPに選ばれた。千葉ロッテマリーンズとの日本シリーズでは、ヒットが1本しか打てず、チームは4連敗で敗退。
2006年3月31日にカル・リプケン・ジュニアの8243イニング連続出場を更新。4月9日の対横浜ベイスターズ戦でリプケンを抜く、904試合連続フルイニング出場の世界新記録を達成し、その試合ではリプケンからも映像で祝福をした。そして8月15日に同カード、同球場の試合で1000試合に伸ばした。オフの契約更改では推定年俸5億5,000万円と日本人選手では球界トップとなった。仲間を信頼して献身的なチームバッティングをするプレースタイルをしつつも自分も結果を残し、「活躍できたのは裏方さんのおかげ」と試合の副賞でもらった賞金や賞品をスタッフにプレゼントし、私生活でも若手選手やチームの裏方や記者にまで食事会や送別会を開いたりする等細やかな気遣いを見せ、選手やスタッフや野球関係者だけではなく、ファンからも「アニキ」と呼ばれるようになり、他の選手とは一線を画する存在となった。
2007年7月8日の対中日戦で一死満塁から金本の安打で生還しなかった二塁走者の鳥谷敬に対し「あのヒットで1人しか還ってこれないなんてもったいない」「足の速い若い選手が緊張感とか集中力がないのかなと思う」と叱咤。それまで後輩に対して苦言を呈することはあまりなかったことから、翌日のスポーツ新聞各紙では大きく取り上げられた。同年はシーズン中に左膝半月板損傷の大怪我をしながら2004年同様強行出場を続け、31本塁打95打点を記録したが打率は.265と4年ぶりに3割を下回った。この年の金本を最後に、阪神の日本人選手による30本塁打達成者は出ていない。なお、負傷していた左膝については、オフの10月に人生初という手術を受けた。
2008年は左膝のリハビリテーション優先のため1月後半からアメリカに滞在し、2月後半の安芸キャンプからチームに合流。4月6日に1999本目の安打を記録してから3試合18打席無安打だったが、4月12日の対横浜戦で史上37人目の通算2000安打を達成。リーチをかけてから連続打席無安打の歴代最長記録だった。2022年時点では数少ない40歳以上の達成者でもある。この試合では広島からFA移籍したばかりの新井貴浩も1000安打を達成した。5月7日の対巨人戦では第1打席で木佐貫洋から頭部死球を受けるが出場を続け、次の第2打席で右翼席に弾丸ライナーで飛び込む本塁打を放った。5月13日の対広島戦では阪神所属（達成時点）及び右投げ左打ちの選手として初の通算400本塁打を達成した。交流戦では40歳にして首位打者を獲得。6月に自身3度目となる月間MVPに選出され、最終的に2年ぶりに3割、3年ぶりに100打点に到達した。なお、40代での3割達成は史上5人目、同100打点達成は史上3人目の記録となった。オフには2年連続で左膝の手術をした。また、現役選手でありながら同年からエイベックス・エンタテインメントとマネジメント契約を結んだが、引退後のマネジメントに関しては、ハードシックスプロジェクト、ダブルカルチャーパートナーズ(DCP)が管理している。
2009年は手術の影響でオープン戦にはほとんど出場できなかったが、41歳の誕生日でもある4月3日に行われたヤクルトとの開幕戦でリーグ最年長記録となる開幕戦本塁打を打った。4月8日の対広島戦、4月10日の対巨人戦で3打席連続本塁打を記録し、史上初となる月間2度の3打席連続本塁打を達成した。得点圏で27打数13安打21打点と好調だった4月には、自己最多となる月間30打点を記録し、自身4度目となる月間MVPに選出された。5月12日の対広島戦では、0-0で迎えた9回裏に横山竜士から球団通算7000号となるサヨナラ本塁打を打った。しかし5月以降の月間打率は全て2割台前半で最終的には移籍後ワーストとなる打率.261で、本塁打数も21本だった。
2010年は順調なキャンプを送ったが、3月17日、ヤクルトとのオープン戦前の練習中に味方選手（後に藤川俊介と判明）と激突し、右肩の棘（きょく）上筋部分断裂という重傷を負う。3月31日のマツダスタジアムでの対広島戦で本塁打を放ち、現役最後となる通算33球場目での本塁打となった。

#### 連続試合フルイニング出場世界記録
同年4月14日の対巨人戦で犠牲フライを本塁に返球できなかったり、17日の対横浜戦では二塁走者の生還を2度許すなど送球が中継の内野手にも届かない状態が続き、打撃でも打率.167と不振であったため、翌18日の試合前に監督の真弓明信に対して「これ以上出てもチームに迷惑をかける」と自ら申し出てスタメンから外れ、4番を新井貴浩、左翼守備を葛城育郎にそれぞれ譲った。これにより連続フルイニング出場は1492試合で止まり、同年5月15日付でギネス世界記録に認定された。金本にとって広島在籍時代の1999年4月7日（対阪神戦）以来11年ぶり、阪神移籍以降では8年目にして初のベンチスタートとなり、阪神の一軍公式戦で金本以外の選手が左翼の守備につくのは2002年10月14日の対中日戦における濱中治以来のことだった。それ以降スタメン出場しないときは下記の2011年4月15日まで毎試合代打として出場し、連続試合出場は継続した。ただし、金本の記録のために試合中の選手の起用方法に悪影響を与えた可能性も指摘された。
その後はスタメン復帰した時期もあったが結局最後まで調子が上向くことはなく、守備面でも補殺0、打率（規定打席数未到達）、本塁打、打点全てで阪神移籍後最低の成績に終わった。この年の「規定打席未到達で全試合出場」はNPB史上初の珍記録となっている。また、この年リーグ優勝した中日相手には.096（52-5）、1打点、16三振と不振を極め、連続試合出場記録と関係のないクライマックスシリーズファーストステージ第2戦では出場機会がなかった。この時期には金本の右肩は棘（きょく）上筋が完全に断裂していた状態であったとも言われている。

#### 連続出場記録ストップ
2011年4月15日の対中日戦で8回表二死一塁の場面に代打として起用された際、一塁走者の俊介が盗塁に失敗し打席が完了しないままイニングが終了。この後、8回裏の守備で監督の真弓は金本を下げ投手の小林宏を入れた。この場合、試合出場自体は記録されるが連続試合出場の条件には満たないため、連続出場記録が1766試合で途絶えた。この試合以降もシーズンを通して一軍で出場は続けたものの、成績は前年より落ち込んだ。また、このシーズンで日本プロ野球史上8人目となる10000打席に到達した。
2012年、44歳を迎えるシーズンにして開幕戦（対DeNA戦）に「6番・左翼手」で先発出場。その後、一時は打率が3割に到達するなど好調だったため5番でスタメン起用され、その後、新井の不振により5月4日の対巨人戦（甲子園）から約2年ぶりに4番として出場し交流戦が終了するまで2試合を除き4番を務めた（その2試合はマット・マートンが4番で先発出場）。その後は打撃の調子が落ちて結果が出ず、前年と変わらず右肩痛で守備難も目立ち、8月25日の対広島戦では天谷宗一郎にレフトオーバーの打球でランニング本塁打を許した。6月3日に史上9人目となる通算1500打点を達成。6月28日に1991年の門田博光以来21年ぶり史上7人目、大学出身の選手では初の通算2500安打を達成。
9月12日に同年限りで引退する意思を固めた事が明らかになり、その日の会見で本人の口から改めて2012年シーズン限りでの現役引退が発表された。会見の中で金本は自らの進退について「10日くらい前に考え始め、本当の決断は2日前くらいに決断した。いろいろ理由はあるが、自分に対して『限界かな？』という思いと、時代の流れ。いつまでもいい時のパフォーマンスを出せない自分が居るのも」と語り、また家族の話になると「子供は大泣きしていたが『いつかはやめるんだよ』と言った。母親には最初に伝えたが、『体のケアをしてくれと…』」と言う所で涙を堪えるために言葉に詰まり、更にファンの話になると「落ちぶれてからはバッシングもあったけど、励ましてくれたファンには…」とついに涙を流す場面も見られた。また、記者からの自身にとって野球とは？という質問に対しては、「長嶋さんじゃないけど、人生そのもの。野球人生を10歳から始めて、7、8割はしんどいこと、2、3割の喜びしかなかったけど、少しの2、3割を追い続けて7、8割で苦しむ。そんな野球人生だった」と感慨深いように語った。同記者会見において「記録」について聞かれた際は、「連続フルイニング出場」よりも「連続無併殺打」の方が印象深いとも語っている。
9月16日の対巨人戦で宮國椋丞から通算475本目となる本塁打を打ち、田淵幸一を抜いて通算本塁打単独10位とした。
阪神シーズン最終戦となった10月9日の対DeNA戦（甲子園）が金本の引退試合となり、6月11日以来の「4番・左翼手」として先発しフル出場。6回の第3打席でDeNA先発の三浦大輔から現役最後の安打（通算2539本目）となる中前安打を打ち直後にセ・リーグ最年長記録を更新する44歳6ヶ月での盗塁を決めた。現役最終打席となった7回裏の第4打席では二死一・三塁で三浦の前に捕飛に終わった。現役最終試合は4打数1安打1盗塁だった。試合は3-0で勝利し、荒波翔のフライを金本が掴んで試合終了となった。打点は記録できず長嶋茂雄の通算1522打点には1打点届かなかった。試合後には引退セレモニーが行われ、かつて引退試合で金本が花束を贈った清原和博から花束を受け取っている。10月18日に任意引退公示された。
2012年10月16日に農業法人への出資金目的で現金約1,900万円を騙し取られる詐欺被害に遭っていたことが発覚し、元会社社長が逮捕されている。

### 現役引退後

#### 解説者時代
ダブルカルチャーパートナーズ（DCP）内HSP林田ルームがマネジメントを担当。また、RAS（Route American Sports, Inc.）、エイベックス・スポーツ株式会社とエージェント契約を結んでいる。
2012年12月12日桑田佳祐の全国ツアーI LOVE YOU -now & forever-大阪公演にて、桑田佳祐の曲で、金本本人の名前が歌詞に登場する「OSAKA LADY BLUES 〜大阪レディ・ブルース〜」演奏時にゲスト出演。桑田佳祐VS金本知憲の対決が実現した。
2013年からはフリーの野球解説者（日本テレビ、読売テレビ、広島テレビ、MBSラジオゲスト解説者）、デイリースポーツの特別評論家、スポーツニッポンの野球評論家として活動。このうち、ラジオでの解説については、MBSのみで年間10本程度出演する予定であることも明かされた。
なお、2013年1月23日には、現役時代の晩年から痛めていた肩と脂肪腫の手術を無事終えたことを公式ブログで公表。「もう手術はごめんだ、健康第一!」とコメントしている。

#### 阪神監督時代
2015年10月17日、2016年シーズンからの阪神タイガース監督就任要請を受諾したと発表。同球団の第33代監督に就任。背番号は現役時代と同じ6に決定。
10月22日、監督として初めて臨んだドラフト会議では、明治大学・髙山俊の交渉権をめぐって東京ヤクルトスワローズと競合抽選となり、一度はヤクルト監督の真中満が交渉権を引き当てたかに思われたが、直後に当たりくじを引いたのは金本のほうであったことがわかり、壇上でのインタビューで「ビデオ判定でホームランに覆った心境」と話した。
2016年の中日との開幕3連戦（京セラドーム大阪）では黒星スタートとなるも第2.3戦を勝利し2勝1敗で開幕カードを勝ち越した。だが巨人相手に最初の3連戦を2勝1敗で勝ち越すも、その後は苦戦が続き、甲子園での巨人戦は2度の同一カード3連敗を喫するなど引き分けを挟み9連敗を喫した。9月19日にようやく勝利したが甲子園での9連敗が響き対戦成績9勝15敗1分けと負け越し、リーグ優勝した広島にも7勝18敗と大きく負け越すなど苦戦が続き金本政権1年目は4位で終わった。また、先発陣の柱である藤浪晋太郎が広島戦の序盤で5失点し、懲罰で完投こそさせなかったものの結果的に8回161球を投げさせたことや、延長戦で投手に打席が回るも代打を出さず、それが響いて敗れるなど采配を疑問視されることもあった。
2017年は前年に引き続き若手を積極的に起用する中、打撃陣ではFA移籍で加入した糸井嘉男や福留孝介などのベテランを打線の軸に据え、投手陣では前年一軍登板無しに終わっていた桑原謙太朗をセットアッパーに抜擢するなど中継ぎ陣の強化を推進したことによって前年より安定感のあるチーム状況を作り出した。それにより開幕カード負け越しによる4位スタートを除けば最低順位は3位とシーズンを通してリーグ上位を推移し、最終的には78勝61敗４分と17の勝ち越しを記録し順位は2位と前年から大きく躍進した。しかし、金本政権下では初出場となったクライマックスシリーズにおいて3位横浜DeNAと対戦し1勝2敗で1stステージ敗退となった。就任1年目であった前年に散見されたような疑問視される采配は改善を見せ、積極的休養やそれに伴う選手起用、代打起用、投手の継投など各所で勝利に導く好采配を見せることもあった。
2018年は開幕から若手選手が結果を残せず、この年獲得した大砲候補のウィリン・ロサリオも不振で極度の貧打に悩まされ、投手陣も前年ほどの安定感が見られないなかで9月下旬までは何とかCS出場権争いに加わっていたものの、雨天中止の多さによる日程の厳しさや絶好調であった北條や糸井らの故障離脱もあって終盤に大失速し、17年ぶりの最下位に終わった。9月末には名古屋での遠征中に差別的なヤジを飛ばしたファンに激高して詰め寄り同行していたコーチに制される動画がSNS上で拡散され、球団内部からも否定的な意見が相次いだ。
10月11日、金本はこの成績不振の責任を取る形で辞任を表明したが、メディアでは球団による事実上の「解任」と報じられた。翌12日に辞任会見が行われたが、写真やテレビカメラなど撮影は一切禁止という異例の対応が取られた。

## 選手としての特徴
無類の勝負強さと優れた選球眼が魅力のスラッガー。好球をじっくり待てる辛抱強さもあり、シーズン最多四球を通算6度記録している。
“走攻守”3拍子揃ったプレーで、広島時代の2000年には打率.315、30本塁打、30盗塁でトリプルスリーを達成。阪神移籍後も中軸として活躍し、2度のリーグ優勝に貢献。骨折しても試合に出続けるなど不屈の精神力を誇った。
平成（1989年1月8日 - 2019年4月30日）における最多記録として、通算本塁打数（通算476本塁打の全てを平成の間に記録している、以下同じ）、通算安打数（2539安打）、通算打点数（1521打点）、4番打者としての出場試合数（1346試合）、クリーンナップとしての出場試合数（2023試合）を記録している。
連続無併殺打（1002打席）・連続4番先発出場数（880試合）の日本記録保持者であり、盗塁・本塁打・代打本塁打・猛打賞においてはセントラル・リーグ最年長記録を保持している。
金本自身は素振りに勝る打撃の練習方法はないと語っている。

## 人物
両親は韓国人で、金本は在日韓国人3世にあたった。中央日報は、金本の韓国名を金 知憲（キム・ジホン、朝鮮語: 김지헌）としている。4人兄弟の末っ子であり、通称が「アニキ」だけに皮肉を感じるときがあるとのこと。
2001年に日本人女性と結婚するにあたり、日本に帰化した。広陵高校時代の1986年に在日韓国人学生野球団の一員として渡韓した経験を持つ。自身が公私混同を嫌い、さらにはナイーブな側面もあり、2001年に結婚した際も夫人を写さないことなどを条件に取材を受けている。
広島時代から阪神時代にかけてチームメイトであった後輩の新井貴浩とは親交が深く、金本は新井を「本当に弟のような存在」と語っている。現役時代は金本が新井に対して頻繁にイタズラを仕掛けていたという。
広島中央リーグ時代のチームメイトに野村弘樹と山本圭壱がいる。

## 詳細情報

### 年度別打撃成績
| 年 度     | 球 団     | 試 合 | 打 席 | 打 数 | 得 点 | 安 打 | 二 塁 打 | 三 塁 打 | 本 塁 打 | 塁 打 | 打 点 | 盗 塁 | 盗 塁 死 | 犠 打 | 犠 飛 | 四 球 | 敬 遠 | 死 球 | 三 振 | 併 殺 打 | 打 率 | 出 塁 率 | 長 打 率 | O P S |
| --------- | --------- | ----- | ----- | ----- | ----- | ----- | -------- | -------- | -------- | ----- | ----- | ----- | -------- | ----- | ----- | ----- | ----- | ----- | ----- | -------- | ----- | -------- | -------- | ----- |
| 1992      | 広島      | 5     | 5     | 3     | 1     | 0     | 0        | 0        | 0        | 0     | 0     | 0     | 0        | 1     | 0     | 1     | 0     | 0     | 2     | 0        | .000  | .250     | .000     | .250  |
| 1993      | 広島      | 42    | 95    | 89    | 9     | 17    | 3        | 0        | 4        | 32    | 9     | 0     | 1        | 0     | 0     | 5     | 0     | 1     | 16    | 4        | .191  | .242     | .360     | .602  |
| 1994      | 広島      | 90    | 293   | 257   | 41    | 69    | 14       | 2        | 17       | 138   | 43    | 2     | 0        | 3     | 2     | 31    | 2     | 0     | 64    | 3        | .268  | .345     | .537     | .882  |
| 1995      | 広島      | 104   | 438   | 369   | 72    | 101   | 15       | 1        | 24       | 190   | 67    | 14    | 10       | 0     | 3     | 61    | 2     | 5     | 78    | 5        | .274  | .381     | .515     | .896  |
| 1996      | 広島      | 126   | 511   | 423   | 84    | 127   | 18       | 2        | 27       | 230   | 72    | 18    | 7        | 0     | 7     | 77    | 2     | 4     | 104   | 2        | .300  | .407     | .544     | .951  |
| 1997      | 広島      | 133   | 552   | 465   | 77    | 140   | 17       | 2        | 33       | 260   | 82    | 13    | 9        | 0     | 4     | 80    | 5     | 3     | 104   | 8        | .301  | .404     | .559     | .963  |
| 1998      | 広島      | 133   | 573   | 499   | 77    | 126   | 33       | 3        | 21       | 228   | 74    | 9     | 6        | 0     | 1     | 68    | 0     | 5     | 94    | 2        | .253  | .347     | .457     | .804  |
| 1999      | 広島      | 135   | 576   | 502   | 84    | 147   | 21       | 2        | 34       | 274   | 94    | 10    | 3        | 0     | 1     | 70    | 1     | 3     | 92    | 3        | .293  | .382     | .546     | .928  |
| 2000      | 広島      | 136   | 588   | 496   | 96    | 156   | 20       | 2        | 30       | 270   | 90    | 30    | 10       | 0     | 4     | 80    | 7     | 8     | 101   | 2        | .315  | .415     | .544     | .959  |
| 2001      | 広島      | 140   | 615   | 472   | 101   | 148   | 28       | 1        | 25       | 253   | 93    | 19    | 9        | 0     | 6     | 128   | 16    | 9     | 69    | 1        | .314  | .463     | .536     | .999  |
| 2002      | 広島      | 140   | 604   | 540   | 80    | 148   | 30       | 2        | 29       | 269   | 84    | 8     | 5        | 0     | 2     | 60    | 4     | 2     | 99    | 5        | .274  | .348     | .498     | .846  |
| 2003      | 阪神      | 140   | 632   | 532   | 94    | 154   | 24       | 2        | 19       | 239   | 77    | 18    | 4        | 0     | 2     | 93    | 5     | 5     | 89    | 6        | .289  | .399     | .449     | .848  |
| 2004      | 阪神      | 138   | 613   | 521   | 92    | 165   | 32       | 4        | 34       | 307   | 113   | 5     | 0        | 0     | 8     | 79    | 2     | 5     | 100   | 10       | .317  | .406     | .589     | .995  |
| 2005      | 阪神      | 146   | 662   | 559   | 120   | 183   | 35       | 3        | 40       | 344   | 125   | 3     | 1        | 0     | 2     | 98    | 4     | 3     | 86    | 6        | .327  | .429     | .615     | 1.044 |
| 2006      | 阪神      | 146   | 634   | 545   | 85    | 165   | 24       | 4        | 26       | 275   | 98    | 2     | 2        | 0     | 5     | 79    | 18    | 5     | 98    | 5        | .303  | .393     | .505     | .897  |
| 2007      | 阪神      | 144   | 624   | 533   | 74    | 141   | 17       | 3        | 31       | 257   | 95    | 1     | 0        | 0     | 7     | 81    | 11    | 3     | 113   | 9        | .265  | .361     | .482     | .843  |
| 2008      | 阪神      | 144   | 623   | 535   | 87    | 164   | 33       | 2        | 27       | 282   | 108   | 2     | 1        | 0     | 8     | 77    | 9     | 3     | 99    | 8        | .307  | .392     | .527     | .919  |
| 2009      | 阪神      | 144   | 619   | 518   | 66    | 135   | 37       | 0        | 21       | 235   | 91    | 8     | 1        | 0     | 8     | 88    | 6     | 5     | 98    | 7        | .261  | .368     | .454     | .822  |
| 2010      | 阪神      | 144   | 396   | 353   | 39    | 85    | 12       | 0        | 16       | 145   | 45    | 1     | 1        | 0     | 1     | 39    | 0     | 3     | 90    | 3        | .241  | .321     | .411     | .732  |
| 2011      | 阪神      | 122   | 372   | 348   | 27    | 76    | 11       | 1        | 12       | 125   | 31    | 1     | 1        | 0     | 0     | 24    | 4     | 0     | 53    | 5        | .218  | .269     | .359     | .628  |
| 2012      | 阪神      | 126   | 406   | 356   | 24    | 92    | 16       | 1        | 6        | 128   | 30    | 3     | 3        | 0     | 1     | 49    | 0     | 0     | 54    | 2        | .258  | .347     | .360     | .707  |
| NPB：21年 | NPB：21年 | 2578  | 10431 | 8915  | 1430  | 2539  | 440      | 37       | 476      | 4481  | 1521  | 167   | 74       | 4     | 72    | 1368  | 98    | 72    | 1703  | 96       | .285  | .382     | .503     | .884  |

- 各年度の太字はリーグ最高

### 年度別打撃成績所属リーグ内順位
| 年 度 | 年 齢 | リ ｜ グ   | 打 率 | 安 打 | 二 塁 打 | 三 塁 打 | 本 塁 打 | 打 点 | 出 塁 率 | 四 球 | O P S |
| ----- | ----- | ---------- | ----- | ----- | -------- | -------- | -------- | ----- | -------- | ----- | ----- |
| 1992  | 24    | セ・リーグ | -     | -     | -        | -        | -        | -     | -        | -     | -     |
| 1993  | 25    | セ・リーグ | -     | -     | -        | -        | -        | -     | -        | -     | -     |
| 1994  | 26    | セ・リーグ | -     | -     | -        | -        | -        | -     | -        | -     | -     |
| 1995  | 27    | セ・リーグ | -     | -     | -        | -        | 5位      | -     | 8位      | 8位   | 6位   |
| 1996  | 28    | セ・リーグ | -     | -     | -        | -        | 6位      | -     | 4位      | 1位   | 5位   |
| 1997  | 29    | セ・リーグ | -     | -     | -        | -        | 3位      | 9位   | 5位      | 4位   | 5位   |
| 1998  | 30    | セ・リーグ | -     | -     | 3位      | 9位      | 7位      | -     | -        | 4位   | -     |
| 1999  | 31    | セ・リーグ | -     | -     | -        | -        | 6位      | 6位   | 9位      | 6位   | 8位   |
| 2000  | 32    | セ・リーグ | 5位   | 6位   | -        | -        | 4位      | 5位   | 4位      | 3位   | 3位   |
| 2001  | 33    | セ・リーグ | 5位   | 9位   | 6位      | -        | 9位      | 5位   | 2位      | 1位   | 3位   |
| 2002  | 34    | セ・リーグ | -     | 10位  | 5位      | 7位      | 4位      | 5位   | -        | 3位   | 9位   |
| 2003  | 35    | セ・リーグ | -     | 9位   | -        | -        | -        | 10位  | 2位      | 1位   | -     |
| 2004  | 36    | セ・リーグ | 4位   | 8位   | 2位      | 4位      | 7位      | 1位   | 3位      | 1位   | 5位   |
| 2005  | 37    | セ・リーグ | 3位   | 4位   | 3位      | 6位      | 2位      | 2位   | 2位      | 1位   | 1位   |
| 2006  | 38    | セ・リーグ | 8位   | 9位   | -        | 3位      | 7位      | 7位   | 4位      | 2位   | 6位   |
| 2007  | 39    | セ・リーグ | -     | -     | -        | 9位      | 6位      | 7位   | -        | 3位   | -     |
| 2008  | 40    | セ・リーグ | -     | 6位   | 3位      | -        | 6位      | 3位   | 6位      | 2位   | 7位   |
| 2009  | 41    | セ・リーグ | -     | -     | 2位      | -        | -        | 5位   | 7位      | 1位   | -     |
| 2010  | 42    | セ・リーグ | -     | -     | -        | -        | -        | -     | -        | -     | -     |
| 2011  | 43    | セ・リーグ | -     | -     | -        | -        | -        | -     | -        | -     | -     |
| 2012  | 44    | セ・リーグ | -     | -     | -        | -        | -        | -     | -        | -     | -     |

- -は10位未満（打率、出塁率、OPSは規定打席未到達の場合も-と表記）

### 年度別守備成績
| 年 度 | 球 団 | 外野  | 外野  | 外野  | 外野  | 外野  | 外野     |
| 年 度 | 球 団 | 試 合 | 刺 殺 | 補 殺 | 失 策 | 併 殺 | 守 備 率 |
| ----- | ----- | ----- | ----- | ----- | ----- | ----- | -------- |
| 1992  | 広島  | 1     | 0     | 0     | 0     | 0     | .000     |
| 1993  | 広島  | 26    | 38    | 0     | 0     | 0     | 1.000    |
| 1994  | 広島  | 82    | 155   | 3     | 0     | 0     | 1.000    |
| 1995  | 広島  | 102   | 178   | 5     | 1     | 0     | .995     |
| 1996  | 広島  | 121   | 227   | 6     | 3     | 3     | .987     |
| 1997  | 広島  | 128   | 225   | 9     | 4     | 1     | .983     |
| 1998  | 広島  | 131   | 209   | 11    | 5     | 1     | .978     |
| 1999  | 広島  | 135   | 197   | 10    | 6     | 1     | .972     |
| 2000  | 広島  | 136   | 226   | 4     | 6     | 0     | .975     |
| 2001  | 広島  | 140   | 200   | 5     | 3     | 0     | .986     |
| 2002  | 広島  | 140   | 205   | 8     | 2     | 2     | .991     |
| 2003  | 阪神  | 140   | 222   | 9     | 6     | 0     | .975     |
| 2004  | 阪神  | 138   | 186   | 12    | 10    | 3     | .952     |
| 2005  | 阪神  | 146   | 197   | 8     | 2     | 3     | .990     |
| 2006  | 阪神  | 146   | 204   | 6     | 3     | 1     | .986     |
| 2007  | 阪神  | 144   | 186   | 9     | 1     | 1     | .995     |
| 2008  | 阪神  | 144   | 193   | 4     | 2     | 0     | .990     |
| 2009  | 阪神  | 144   | 184   | 2     | 7     | 1     | .964     |
| 2010  | 阪神  | 73    | 90    | 0     | 4     | 0     | .957     |
| 2011  | 阪神  | 101   | 81    | 0     | 2     | 0     | .976     |
| 2012  | 阪神  | 92    | 100   | 3     | 1     | 0     | .990     |
| 通算  | 通算  | 2510  | 3503  | 114   | 68    | 17    | .982     |

### 年度別監督成績
レギュラーシーズン
| 年 度     | 球 団     | 順 位     | 試 合 | 勝 利 | 敗 戦 | 引 分 | 勝 率 | ゲ ｜ ム 差           | 本 塁 打              | 打 率                 | 防 御 率              | 年 齡                 |
| --------- | --------- | --------- | ----- | ----- | ----- | ----- | ----- | --------------------- | --------------------- | --------------------- | --------------------- | --------------------- |
| 2016      | 阪神      | 4位       | 143   | 64    | 76    | 3     | .457  | 24.5                  | 90                    | .245                  | 3.38                  | 48歳                  |
| 2017      | 阪神      | 2位       | 143   | 78    | 61    | 4     | .561  | 10.0                  | 113                   | .249                  | 3.29                  | 49歳                  |
| 2018      | 阪神      | 6位       | 143   | 62    | 79    | 2     | .440  | 20.0                  | 85                    | .253                  | 4.03                  | 50歳                  |
| 通算：3年 | 通算：3年 | 通算：3年 | 429   | 204   | 216   | 9     | .486  | Aクラス1回 Bクラス2回 | Aクラス1回 Bクラス2回 | Aクラス1回 Bクラス2回 | Aクラス1回 Bクラス2回 | Aクラス1回 Bクラス2回 |

ポストシーズン
| 年度 | チーム | 大会名                                                | 対戦相手                                      | 勝敗        |
| ---- | ------ | ----------------------------------------------------- | --------------------------------------------- | ----------- |
| 2017 | 阪神   | セントラル・リーグ クライマックスシリーズ 第1ステージ | 横浜DeNAベイスターズ（セントラル・リーグ3位） | 1勝2敗=敗退 |

※ 勝敗の太字は勝利したシリーズ

### タイトル
- 打点王：1回（2004年）

### 表彰
- 最優秀選手：1回（2005年）
- ベストナイン：7回（1995年、2000年、2001年、2004年 - 2006年、2008年）
- セ・リーグ連盟特別表彰：2回（2010年：リーグ特別賞[76]、2012年：功労賞[77]）※2010年は1492試合連続全イニング試合出場のプロ野球新記録
- 野球殿堂競技者表彰（2018年）
- 日本シリーズ敢闘賞：1回（2003年）
- 優秀JCB・MEP賞：5回（1996年、2000年、2004年、2006年、2007年）
- セ・パ交流戦 日本生命賞：2回（2005年、2008年）
- 月間MVP：4回（1996年9月、2005年5月、2008年6月、2009年4月）
- JA全農Go・Go賞：1回（好捕賞：2003年6月）
- オールスターゲームMVP：2回（1996年 第3戦、2003年 第2戦）
- オールスターゲーム・ベストバッター賞：1回（2008年 第1戦）
- 兵庫県スポーツ優秀選手特別賞：2回（2006年、2008年）[78]※2006年は1000試合連続全イニング出場、2008年は2000本安打と400本塁打達成を称えて
- 報知プロスポーツ大賞：1回（2005年）
- ヤナセ・阪神タイガースMVP賞：1回（2004年）[79]
- サンスポMVP大賞：2回（2004年、2007年[80]）
- 速玉賞（2008年）[81]

### 記録
世界記録
- 連続試合フルイニング出場：1492試合[82]（1999年7月21日 - 2010年4月17日）
- 連続イニング出場：13686イニング[82]（1999年7月21日 - 2010年4月17日）

日本記録
- 連続4番先発出場：880試合（2004年4月2日 - 2010年4月17日）
- 連続打席無併殺打：1002打席（2000年5月12日 - 2001年9月28日）
- 40代での代打本塁打：5本

初記録
- 初出場・初打席・初三振：1992年6月2日、対阪神タイガース9回戦（岡山県野球場）、3回裏に石貫宏臣の代打として出場、中込伸から三振
- 初四球：1992年6月4日、対阪神タイガース戦11回戦（広島市民球場）、9回裏に代打として出場、中西清起から選ぶ。
- 初犠打・初得点：1992年6月7日、対ヤクルトスワローズ8回戦（岩手県営野球場）、11回裏無死一塁で角盈男から決めて相手失策で生き、その後二死満塁で望月秀通が四球を選び、押し出しにより得点を記録。
- 初安打：1993年8月8日、対ヤクルトスワローズ16回戦（広島市民球場）、7回裏に西山秀二の代打として出場、山田勉から二塁打
- 初本塁打・初打点：1993年9月4日、対横浜ベイスターズ21回戦（北九州市民球場）、8回表に町田公二郎の代打として出場、三浦大輔から右越ソロ
- 初先発出場：1993年9月5日、対横浜ベイスターズ22回戦（下関球場）、7番・左翼手として先発出場
- 初盗塁：1994年6月1日、対阪神タイガース8回戦（阪神甲子園球場）、8回表に二盗（投手：久保康生、捕手：木戸克彦）

節目の記録
- 100本塁打：1997年9月9日、対阪神タイガース23回戦（広島市民球場）、9回裏に藪恵壹から右越2ラン ※史上194人目
- 150本塁打：1999年8月22日、対中日ドラゴンズ22回戦（ナゴヤドーム）、6回表に山本昌から右越決勝ソロ ※史上109人目
- 200本塁打：2001年7月7日、対阪神タイガース14回戦（広島市民球場）、3回裏に谷中真二から右越2ラン ※史上73人目
- 1000試合出場：2001年8月15日、対阪神タイガース20回戦（大阪ドーム）、4番・左翼手として先発出場 ※史上372人目
- 1000安打：2001年9月2日、対読売ジャイアンツ25回戦（広島市民球場）、8回裏に岡島秀樹から中前適時打 ※史上207人目
- 250本塁打：2003年5月31日、対読売ジャイアンツ11回戦（東京ドーム）、9回表に木村龍治から右越3ラン ※史上45人目
- 1000三振：2004年9月4日、対読売ジャイアンツ25回戦（阪神甲子園球場）、4回裏に久保裕也から ※史上37人目
- 1500安打：2005年4月2日、対ヤクルトスワローズ2回戦（大阪ドーム）、3回裏に坂元弥太郎から左越適時三塁打 ※史上87人目
- 300本塁打：2005年4月9日、対横浜ベイスターズ2回戦（阪神甲子園球場）、4回裏に斎藤隆から右越逆転決勝2ラン ※史上30人目
- 1500試合出場：2005年5月14日、対東北楽天ゴールデンイーグルス2回戦（阪神甲子園球場）、4番・左翼手として先発出場 ※史上143人目
- 1000得点：2005年8月25日、対広島東洋カープ16回戦（広島市民球場）、6回表に四球で出塁し次打者の今岡誠の本塁打により記録 ※史上32人目
- 1000打点：2005年9月9日、対広島東洋カープ17回戦（阪神甲子園球場）、6回裏に黒田博樹から右越ソロ ※史上26人目
- 3000塁打：2005年9月13日、対読売ジャイアンツ19回戦（長崎ビッグNスタジアム）、2回表に高橋尚成から右越満塁本塁打　※史上39人目
- 300二塁打：2006年7月5日、対横浜ベイスターズ11回戦（阪神甲子園球場）、3回裏に門倉健から右中間二塁打 ※史上45人目
- 350本塁打：2006年7月12日、対広島東洋カープ9回戦（阪神甲子園球場）、8回裏に横山竜士から左越ソロ ※史上20人目
- 1000四球：2006年8月29日、対中日ドラゴンズ14回戦（阪神甲子園球場）、6回裏に久本祐一から ※史上12人目
- 3500塁打：2007年8月10日、対横浜ベイスターズ14回戦（横浜スタジアム）、8回表に横山道哉から右前安打 ※史上21人目
- 2000安打：2008年4月12日、対横浜ベイスターズ5回戦（横浜スタジアム）、7回表に寺原隼人から右前安打 ※史上37人目（大卒選手かつ入団初年度に安打0本では史上初）
- 400本塁打：2008年5月13日、対広島東洋カープ6回戦（富山アルペンスタジアム）、9回表に横山竜士から右越2ラン ※史上15人目
- 350二塁打：2008年7月4日、対横浜ベイスターズ9回戦（横浜スタジアム）、9回表にマットホワイトから ※史上26人目
- 2000試合出場：2008年8月16日、対横浜ベイスターズ15回戦（京セラドーム大阪）、4番・左翼手として先発出場 ※史上39人目
- 4000塁打：2009年8月6日、対中日ドラゴンズ14回戦（ナゴヤドーム）、1回表に川井雄太から右翼線適時二塁打 ※史上13人目
- 1500三振：2009年9月21日、対横浜ベイスターズ22回戦（横浜スタジアム）、3回表に三浦大輔から ※史上8人目
- 400二塁打：2009年9月29日、対東京ヤクルトスワローズ20回戦（明治神宮野球場）、3回表に由規から右中間適時二塁打 ※史上10人目
- 450本塁打：2010年6月27日、対東京ヤクルトスワローズ8回戦（明治神宮野球場）、8回表に松岡健一から右越2ラン ※史上13人目
- 10000打席：2011年10月8日、対横浜ベイスターズ19回戦（横浜スタジアム）、6回表に高崎健太郎との対戦で ※史上8人目（大卒選手史上初）
- 2500試合出場：2012年6月2日、対北海道日本ハムファイターズ3回戦（札幌ドーム）、4番・指名打者として先発出場 ※史上9人目
- 1500打点：2012年6月3日、対北海道日本ハムファイターズ4回戦（札幌ドーム）、5回表に武田勝から右翼線適時2点二塁打 ※史上9人目
- 2500安打：2012年6月28日、対中日ドラゴンズ9回戦（ナゴヤドーム）、7回表に岩田慎司から右翼線二塁打 ※史上7人目（大卒選手史上初[注 6]）

日本シリーズ・オールスターゲーム
- 日本シリーズ4本塁打（2003年）※シリーズタイ記録
- 日本シリーズ3試合連続本塁打（2003年）※シリーズタイ記録
- オールスターゲーム出場：11回（1995年 - 1997年、2000年、2001年、2003年 - 2006年、2008年、2009年）

その他の記録
- サイクルヒット：1999年4月24日、対中日ドラゴンズ5回戦（広島市民球場）※史上49人目
- トリプルスリー：1回（2000年）
- 連続試合出場：1766試合（1998年7月10日 - 2011年4月14日）※衣笠祥雄の2215試合、鳥谷敬の1939試合に次ぐ第3位
- 3年連続最多四球：2003 - 2005年　※王貞治、落合博満に次ぐセ・リーグ歴代3位タイ
- 1試合5四球：2001年10月11日、対ヤクルトスワローズ27回戦（神宮球場）
- 1イニング5打点：2003年5月31日、対読売ジャイアンツ11回戦（東京ドーム）の9回表に無死満塁の場面で2点適時打を放ち、打者一巡でまわってきた打席で二死一、二塁から本塁打を放ち
- 月間2度の3打席連続本塁打：2009年4月8日、対広島東洋カープ2回戦（阪神甲子園球場）・4月10日、対読売ジャイアンツ1回戦（東京ドーム）※プロ野球史上初
- 全試合出場で規定打席未到達（2010年）※プロ野球史上初
- 本塁打した投手数 226人※歴代2位
- 投手との年齢差本塁打：24歳0か月差：2012年9月16日、対読売ジャイアンツ24回戦（東京ドーム）の4回表に宮國椋丞投手から　※歴代2位
- セ・リーグ最年長盗塁：44歳6か月－2012年10月9日、対横浜DeNAベイスターズ24回戦（阪神甲子園球場）、6回裏に二盗（投手：三浦大輔、捕手：髙城俊人）
- セ・リーグ最年長本塁打：44歳5か月－2012年9月26日、対ヤクルトスワローズ21回戦（明治神宮野球場）、9回表に増渕竜義から右越ソロ
- セ・リーグ最年長代打本塁打：同上
- セ・リーグ最年長猛打賞：44歳0か月－2012年4月28日、対読売ジャイアンツ4回戦（東京ドーム）、8回表に山口鉄也から投強襲安打で達成
- 全球団から本塁打：2005年6月10日、対北海道日本ハムファイターズ4回戦（阪神甲子園球場）、1回裏に入来祐作から右中間へ逆転2ラン ※史上4人目

### 背番号
- 10（1992年 - 2002年）
- 6（2003年 - 2012年、2016年 - 2018年）

### 登場曲
- ダルード - Sandstorm 2003-2012[83]（2005年を除く）
- マドンナ - ダイ・アナザー・デイ 2005年のみ

## 関連情報

### 著書
- 『覚悟のすすめ』（角川oneテーマ21 A 87、2008年9月10日、ISBN 978-4047101579）
- 『金本知憲：心が折れても、あきらめるな!』（学習研究社（スポーツ・ノンフィクション）、2009年7月、ISBN 978-4052031397）
- 『人生賭けて：苦しみの後には必ず成長があった』（小学館、2012年12月26日、ISBN 978-4093592109）

### 関連書籍
- 『ありがとう!鉄人金本知憲：引退記念特別号』（日刊スポーツ出版社、2012年10月、ISBN 9784817255273）

### 映像
- 『ガンバレ日本プロ野球!?：こんなアニキはどうでしょう?〜金本知憲編』（DVD、ジェイ・スポーツ・ブロードキャスティング、TDV-19286D）
- 『金本知憲「祝」2000本安打達成への軌跡 Hansin Tigers』（DVD、スペースビジョンネットワーク、2008年7月、GNBW-7566）
- 『金本知憲・新井貴浩"爆笑トークショー"：カネアラここだけの話』（DVD、GAORA、東宝、2012年4月、TDV-22176D）

### 出演

#### テレビ番組
- ドキュメント スポーツ大陸（NHK BS1・NHK BShi）
  - 四番打者のあくなき挑戦〜阪神タイガース 金本知憲（2005年10月）
  - 前人未到への挑戦〜阪神タイガース 金本知憲（2006年04月）
- 「Dramatic Game 1844（日本テレビ系列。2013年 - 。日本テレビ・読売テレビ・広島テレビ製作の中継へ出演）
- 「スーパーベースボール」（ABCテレビ。2013年 - 。ゲスト）
- 「プロ野球中継」（関西テレビ。2013年 - 。ゲスト）
- 「虎バン」（ABCテレビ。2013年 - 。矢野・下柳と交互に「スペシャルコメンテーター」として出演）
- 「サンデースポーツ」（NHK総合テレビ。2013年 - 。不定期でゲスト出演）
- 「レジェンドの目撃者」（NHK BS1。2023年。[84]）

#### ラジオ番組
- 「MBSベースボールパーク」（MBSラジオ。2013年 - 。ゲスト）
- 「withタイガース カワスポサタデー運動部!」（MBSラジオ。2013 - 2014。「鬼編集長」として出演）

#### CM
広島選手時代
- 日清食品「出前一丁」（1998年の中国地区限定懸賞キャンペーンTVCMに江藤智・野村謙二郎・町田公二郎・緒方孝市らと共演）

阪神選手時代
- ファイテン（2007年、アドバイザリー契約も結んでいる）
- 日産自動車「ADバン」（2007年、雑誌広告とラジオCMのみ）
- 阪神電気鉄道「阪神なんば線」（道頓堀での看板と神戸と大阪の地下鉄と阪神の駅広告）
- 上新電機「Joshin」（関西地方のみで放送のCM）

引退後
- スカパー!「堺議員『いよいよ開幕 妻のアニキ』篇」（2019年）[85]